# Route 76 (Islande)
Pour les articles homonymes, voir Route 76.
La Route 76 (Þjóðvegur 76) ou Siglufjarðarvegur est une route située dans les régions de Norðurland vestra et de Norðurland eystra qui relie Route 1 près de Varmahlíð à Ólafsfjörður.

## Trajet
- Route 1 près de Varmahlíð
- -  vers Sauðárkrókur
- -  vers Hofsós
- - 784
- - Phare de Straumnes
- -  vers Ólafsfjörður
- Siglufjörður
- Aéroport de Siglufjörður
- Tunnels de Héðinsfjörður - Longueur: 3 700 mètres (tunnel nord) et 6 900 mètres (tunnel sud)
- Ólafsfjörður
  -  -  vers Akureyri